# Steginoporella connexa
Steginoporella connexa är en mossdjursart som beskrevs av Harmer 1900. Steginoporella connexa ingår i släktet Steginoporella och familjen Steginoporellidae.
Artens utbredningsområde är Mexikanska golfen. Inga underarter finns listade i Catalogue of Life.